# Christian (wrestler)
William Jason „Jay” Reso (ur. 30 listopada 1973 w Kitchener) – kanadyjski zawodowy wrestler i aktor. Związał się z All Elite Wrestling (AEW) pod pseudonimem ringowym Christian Cage. Najbardziej stał się znany ze swojej kariery w WWE pod pseudonimem Christian, gdzie występował w latach 1998–2005, a następnie 2009–2014, po czym do 2021 pojawiał się sporadycznie. Znany był również z Total Nonstop Action Wrestling (TNA) w latach 2005–2008.
Reso zadebiutował w 1995. Na początku swojej kariery walczył w kanadyjskich niezależnych awansach, gdzie brał udział w zawodach singlowych i tag teamowych ze swoim przyjacielem Edge’em. W 1998 podpisał kontrakt rozwojowy z WWE i zadebiutował w następnym roku, natychmiast zdobywając swoje pierwsze mistrzostwo WWF Light Heavyweight Championship. Edge i Christian utworzyli tag team i zyskali rozgłos dzięki udziałowi w meczach Tables, Ladders and Chairs match. Siedmiokrotnie zdobyli promocyjne World Tag Team Championship (WWE). Drużyna rozstała się w 2001, po czym Christian posiadał różne tytuły singlowe, w tym WWE European Championship, WWE Hardcore Championship i WWE Intercontinental Championship.
W 2005 Reso podpisał kontrakt z TNA pod swoim nazwiskiem Christian Cage, po czym dwukrotnie zdobył NWA World Heavyweight Championship. Opuścił TNA pod koniec 2008 i ponownie podpisał kontrakt z WWE w 2009, gdzie dwukrotnie zdobył ECW World Heavyweight Championship i World Heavyweight Championship (WWE). Był dwudziestym trzecim mistrzem Triple Crown Championship i jedenastym mistrzem Grand Slam Championship w historii WWE. Znalazł się także na liście gal WWE Network i TNA. Po powrocie na ring na gali Royal Rumble 2021, opuścił WWE i podpisał kontrakt z federacją AEW.
Były dwukrotny Mistrz Świata Wagi Ciężkiej (World Heavyweight Champion), stracił pas na rzecz Randy'ego Ortona na Smackdown! Na gali Money in the bank odzyskał pas drogą dyskwalifikacji. Podczas Summerslam ponownie przegrał z Randym Ortonem. Na gali Hell in a Cell przegrał z Sheamusem. Podczas następnej gali-Vengeance po raz drugi przegrał z Great White'em. Dnia 9 listopada 2011 roku. Christian odniósł kontuzję kostki na House Show w Belgii podczas walki z Sheamusem, powrócił na Elimination Chamber 19 lutego 2012. Dwa tygodnie później na Raw Supershow został kontuzjowany przez CM Punka. 20 maja zaliczył kolejny powrót. Podczas gali Over The Limit, zwyciężył 20-Man 1# contender Power People Battle Royal Match eliminując The Miza. Następnie tego samego wieczoru pokonał Cody'ego Rhodesa, zdobywając tym samym pas interkontynentalny. Na No Way Out 2012 obronił pas przeciwko Cody'emu Rhodesowi. Na 1000 RAW (23 lipca) stracił pas Intercontinental Championship na rzecz The Miza. 

## Tytuły/Osiągnięcia
- Pro Wrestling Illustrated
  - PWI Match of the Year (2000) with Edge vs. The Hardy Boyz vs. The Dudley Boyz w a Triangle Ladder match na WrestleMania 2000
  - PWI Match of the Year (2001) with Edge vs. The Hardy Boyz vs. The Dudley Boyz podczas WrestleMania X-Seven
  - PWI sklasyfikowało go jako 7. z 500 najlepszych wrestlerów roku 2007

- Southern States Wrestling
  - 1x SSW Tag Team Championship – z Edgem

- Total Nonstop Action Wrestling
  - 2x NWA World Heavyweight Championship

- World Wrestling Entertainment
  - 2 x WWE World Heavyweight Championship
  - 2 x ECW Championship
  - 1 x WWF European Championship
  - 1 x WWF Hardcore Championship
  - 4 x WWF/E Intercontinental Championship
  - 1 x WWF Light Heavyweight Championship (1 raz)
  - 9 x WWF/E World Tag Team Championship (9 razy) – z Edgem (7), Lance’em Stormem (1) i Chrisem Jericho (1)

- Wrestling Observer Newsletter
  - Tag Team of the Year (2000) z Edgem
  - Worst Worked Match of the Year (2006) TNA Reverse Battle Royal na TNA Impact!